# Harald Sterk
Harald Sterk (* 21. April 1938; † 18. Dezember 1991) war ein österreichischer Kulturjournalist, der in Wien lebte.

## Leben
Der Sohn des stellvertretenden Arbeiter-Zeitung-Chefredakteurs und Widerstandskämpfers Josef Sterk (1903–1981) und seiner Frau Friederike Elisabeth Sterk († 1980) profilierte sich als Kulturredakteur der sozialdemokratischen Arbeiter-Zeitung und als Ressortleiter Architektur des ORF, der staatlichen Hörfunk- und Fernsehanstalt Österreichs. Er war Autor mehrerer Publikationen zur Kultur- und Industriegeschichte, die allerdings zum Teil „gesponserten“ Charakter zeigten.
Verdient machte sich Sterk als Verfechter der umfassenden Renovierung des Rüdigerhofes in Wien-Margareten (5. Bezirk), wo er auch wohnte. (Sein Wohnhaus befand sich wenige hundert Meter entfernt vom Vorwärts-Gebäude, wo die AZ-Redaktion bis 1986 ihren Sitz hatte und sich heute das Archiv für die Geschichte der Arbeiterbewegung befindet.)
Sterk war mit der Kulturmanagerin Gerda Themel verheiratet, die nach seinem Tod 1996 bis 2003 als sozialdemokratische Abgeordnete im Wiener Landtag und Gemeinderat fungierte.
Sterk wurde kremiert, seine Asche am 7. Jänner 1992 im Urnenhain der Feuerhalle Simmering bestattet (Abteilung 3, Ring 2, Gruppe 5, Nummer 29). In diesem Urnengrab war zuvor die Asche seiner Mutter und seines Vaters bestattet worden.
2004 wurde eine kleine Gasse beim Wienfluss im 5. Bezirk, Verbindung von der Rechten Wienzeile zur Schönbrunner Straße, zur Erinnerung an Josef und Harald Sterk Sterkgasse benannt.

## Werke (Auswahl)
- Kunst in Österreich zur Zeit des Historismus, Allianz, Wien 1979
- Die Kunst der 70er Jahre in Österreich, Jugend & Volk, Wien 1980
- Bilder österreichischer Landschaft, Molden-Verlag, Wien 1981
- Österreichische Porträts, Brandstätter-Verlag, Wien 1982
- Niederösterreich an der Donau, Tusch, Wien 1982
- Der Donaukanal, Magistrat der Stadt Wien, 1984
- Industriekultur in Österreich. Der Wandel in Architektur, Kunst und Gesellschaft im Fabrikszeitalter; 3 Bände, Brandstätter-Verlag, Wien ab 1984
- Bauen in Wien, das letzte Jahrzehnt 1976 bis 1986, Herold-Verlag, Wien  1986
- Biedermeier, htp-Verlag, Wien 1988
- Ein Fest der Widersprüche, Österr. Staatsdruckerei, Wien 1990
- Biedermeier. Vormärz – eine Epoche der Gegensätze, hpt-Verlag, Wien 1988
- Stadtlichter. Die Erhellung von Alltag und Kunst durch Elektrizität, Müller-Verlag, Wien 1991